# Сборная Польши по регби
Сборная Польши по регби (пол. Reprezentacja Polski w rugby union) — национальная команда, представляющая Польшу на международных соревнованиях по регби. Команда, вышедшая на международный уровень в 1958 году, управляется Польским регбийным союзом. Ни разу не участвовала в финальной стадии чемпионата мира. Польские регбисты выступают в цветах национального флага — красном и белом.

## История
Дебют Польши в Европе состоялся в 1958 г., когда команда встретилась с ГДР в Лодзи. Первый матч завершился для репрезентации минимальной победой — 9-8. В том же году поляки сыграли со сборной Западной Германии в Красноярске. Однако на этот раз соперники оказались куда сильнее, и команда ФРГ выиграла со счётом 11-3. В 1959-м Польша провела две игры на стадионе «Динамо» в Бухаресте, одолев Чехословакию и уступив хозяевам. Сборная пробовала свои силы в международных матчх и в дальнейшем.
Польша оказалась сильнее ГДР и в 1971-м. Затем сборная проявила себя ещё в нескольких матчах, переиграв Нидерланды, Марокко, ЧССР и команду Советского Союза. В 1975 г. состоялся матч с итальянцами в Тревизо, в котором Польша проиграла (13-28). Через два года Польша вновь встретилась с грандом — сборной Франции — и вновь уступила (9-26). Тогда же поляки безуспешно попытались взять реванш у Италии (6-12). В 1978 г. сборная страны провела встречи с Францией (24-35) и Испанией (победа).
Очередные игры с Италией и Францией прошли в 1979 г. и опять завершились без сюрпризов: Польша проиграла 3-13 и 0-42 соответственно. В 81-м и 84-м репрезентация провела два матча с «петухами» (6-49 и 3-19). С таким же счётом (3-19) поляки уступили «Италиан Барберианс» в 1985 г. В 1987 г. команда дважды сыграла с представителями Апеннин — «Барберианс» (поражение) и сборной игроков не старше 21 года (победа). В матчах ЧМ-87 и ЧМ-91 Польша участия не принимала. Игра 1990 г. в Неаполе против первой сборной Италии завершилась победой хозяев — 34-3. В 1992—1993 гг. польские регбисты провели серию из шести побед подряд. Затем последовал матч с Россией, где «медведи» продемонстрировали своё превосходство в классе (5-41).
Польша играла с командой «А» Италии, но потерпела сокрушительное поражение — 19-107. В 1998 г. сборная проиграла Румынии (13-74). Во втором раунде европейского отборочного турнира к ЧМ-07 Польша попала в группу D. Показав мощную игру, команда переиграла соперников во всех четырёх матчах группы и заняла в ней первое место. В третьем раунде бело-красные оказались в группе A, но пройти дальше поляки не смогли, заняв лишь четвёртое место. Ни на один из последующих чемпионатов мира Польша не квалифицировалась.

## Состав
Игроки сборной в матче против Нидерландов 21 апреля 2012 г.
| Игрок                 | Позиция |
| --------------------- | ------- |
| Камил Бобрык (к)      | Хукер   |
| Гжегож Янец           | Хукер   |
| Жан Бут               | Проп    |
| Адриан Хрустель       | Проп    |
| Томаш Перский         | Проп    |
| Марцин Вильчук        | Проп    |
| Мераб Габуния         | Лок     |
| Томаш Хебда           | Лок     |
| Михал Кружицкий       | Лок     |
| Павел Найдек          | Лок     |
| Матеуш Бартошек       | Фланкер |
| Томас Янковский       | Фланкер |
| Кацпер Лавский        | Номер 8 |
| Станислав Недзьвецкий | Номер 8 |
| Александер Новицкий   | Номер 8 |

| Игрок             | Позиция   |
| ----------------- | --------- |
| Лукаш Шостек      | Скрам-хав |
| Бенуа Рипер       | Скрам-хав |
| Лукаш Журавский   | Скрам-хав |
| Давид Банашек     | Флай-хав  |
| Томаш Гасик       | Флай-хав  |
| Хавьер Ортега     | Центр     |
| Леандр Бийо       | Центр     |
| Войцех Лукасевич  | Центр     |
| Войцех Пётрович   | Центр     |
| Томаш Стемпень    | Центр     |
| Рафал Шрейбер     | Центр     |
| Александр Беко    | Винг      |
| Кшиштоф Хотовский | Винг      |
| Давид Шартье      | Фулбэк    |

## Рекордсмены
| №  | Игрок             | Очки |
| -- | ----------------- | ---- |
| 1. | Давид Банашек     | 223  |
| 2. | Януш Урбанович    | 210  |
| 3. | Давид Шартье      | 152  |
| 4. | Богдан Врубель    | 151  |
| 5. | Чеслав Ягеняк     | 143  |
| 6. | Кшиштоф Хотовский | 120  |
| 7. | Сильвестер Ходура | 109  |

| №  | Игрок              | Матчи |
| -- | ------------------ | ----- |
| 1. | Станислав Венцёрек | 65    |
| 2. | Казимеж Матчак     | 59    |
| 3. | Болеслав Маларчик  | 57    |
| 4. | Ян Ягеняк          | 51    |
| 5. | Дариуш Комисарчук  | 49    |
| 6. | Сильвестер Ходура  | 49    |

## Тренеры
- Марьян Бондарович (1958—1969)
- Эугениуш Рогатка (1959—1960)
- Марьян Бондарович (1960—1961)
- Ян Франковский (1961)
- Марьян Бондарович (1962)
- Юзеф Котер (1963)
- Юзеф Гроховский (1964)
- Францишек Новак (1965)
- Юзеф Соколовский (1965—1968)
- Збигнев Янус (1969—1970)
- Юзеф Соколовский (1970)
- Юзеф Гроховский (1971—1975)
- Юзеф Соколовский (1975)
- Рышард Вейский[пол.] (1976—1989)
- Анджей Копыт (1990)
- Здзислав Щибельский (1990—1991)
- Анджей Копыт (1991—1994)
- Рышард Вейский[пол.], Мацей Повала-Неджвецкий (1994—1995)
- Мацей Повала-Неджвецкий (1995—2000)
- Ежи Юмас (2000—2006)
- Томаш Путра (2006—2013)
- Марек Плонка (2013—2016)
- Бликкис Грюнвальд (2016—2017)
- Станислав Венцёрек (2017—2018)
- Дуэйн Линдси (2018—2021)
- Кристиан Хитт (2021—2024)[4]